# هاینرایششتال
هاینرایششتال (به آلمانی: Heinrichsthal) یک شهر در آلمان است که در آشافنبورگ واقع شده‌است. هاینرایششتال ۹۱۲ نفر جمعیت دارد.